# Takeo Watanabe
Takeo Watanabe (渡辺岳夫, Watanabe Takeo) est un musicien et compositeur japonais né le 16 avril 1933 et mort le 2 juin 1989.

## Travaux

### Musique de film
- 1967 : Nemuri Kyōshirō burai hikae: Mashō no hada (眠狂四郎無頼控 魔性の肌?) de Kazuo Ikehiro
- 1968 : Nemuri Kyōshirō onna jigoku (眠狂四郎女地獄?) de Tokuzō Tanaka
- 1968 : Lady Yakuza : La Pivoine rouge (緋牡丹博徒, Hibotan bakuto?) de Kōsaku Yamashita
- 1968 : Lady Yakuza : La Règle du jeu (緋牡丹博徒 一宿一飯, Hibotan bakuto: isshuku ippan?) de Norifumi Suzuki
- 1969 : Nemuri Kyōshirō akujogari (眠狂四郎悪女狩り?) de Kazuo Ikehiro
- 1969 : Lady Yakuza : Le Jeu des fleurs (緋牡丹博徒 花札勝負, Hibotan bakuto: hanafuda shōbu?) de Tai Katō
- 1969 : Lady Yakuza : Chronique des joueurs (緋牡丹博徒 鉄火場列伝, Hibotan bakuto: Tekkaba retsuden?) de Kōsaku Yamashita
- 1969 : Nemuri Kyōshirō manji giri (眠狂四郎 卍斬り?) de Kazuo Ikehiro
- 1970 : Onna gokuakuchō (おんな極悪帖?) de Kazuo Ikehiro

### Films d'animation
- 1971 : 30000 Miles Under the Sea
- 1978 : Candy Candy - The Call of Spring (キャンディ・キャンディ 春の呼び声, Kyandei Kyandei - Haru no Yobigoe?)
- 1978 : Candy Candy - Candy's Summer Vacation (キャンディ・キャンディ キャンディの夏休み, Kyandei Kyandei - Kyandei no Natsu Yasumi?)
- 1981 : Mobile Suit Gundam I
- 1981 : Mobile Suit Gundam II: Soldiers of Sorrow
- 1982 : Mobile Suit Gundam III: Encounters in Space
- 1992 : Candy Candy Movie (キャンディ・キャンディ, Kyandei Kyandei?)